# دیوید رابرتسون (دوچرخه‌سوار)
دیوید رابرتسون (انگلیسی: David Robertson؛ ۱۸۸۳ – ۱۱ آگوست ۱۹۶۳) دوچرخه‌سوار اهل بریتانیا بود. وی در بازی‌های المپیک تابستانی ۱۹۰۸ شرکت کرده است.